# La extraña pasajera
La extraña pasajera (en inglés: Now, Voyager) es una película dramática estadounidense de 1942 dirigida por Irving Rapper y protagonizada por Bette Davis, Paul Henreid y Gladys Cooper. Ganadora de tres premios Óscar de la Academia de Cine. El guion de Casey Robinson se basa en la novela homónima de 1941 de Olive Higgins Prouty.
Prouty tomó prestado su título original del poema de Walt Whitman The Untold Want, que dice en su totalidad:

The untold want by life and land ne'er granted,

Now, voyager, sail thou forth, to seek and find.

La indecible necesidad de la vida y la tierra nunca concedida,

Ahora, viajero, navega hacia adelante, para buscar y encontrar.

En 2007, La extraña pasajera fue seleccionada para su conservación en el Registro Nacional de Cine de la Biblioteca del Congreso de Estados Unidos por ser «cultural, histórica o estéticamente significativa». La película ocupa el puesto 23 en AFI's 100 años... 100 pasiones, una lista de las principales historias de amor del cine estadounidense, y aparece entre las obras seleccionadas del libro 1001 películas que hay que ver antes de morir.

## Sinopsis
Charlotte Vale es una mujer soltera de clase alta cuya vida está brutalmente dominada por su tiránica madre, una viuda aristocrática de Boston cuyo abuso verbal y emocional hacia su hija ha contribuido a la total falta de confianza en sí misma. La señora Vale ya había criado a tres hijos, y Charlotte era una niña no deseada que nació tarde en la vida. Temiendo que Charlotte esté al borde de un ataque de nervios, su cuñada Lisa le presenta al psiquiatra doctor Jaquith, quien le recomienda que pase tiempo en su sanatorio.

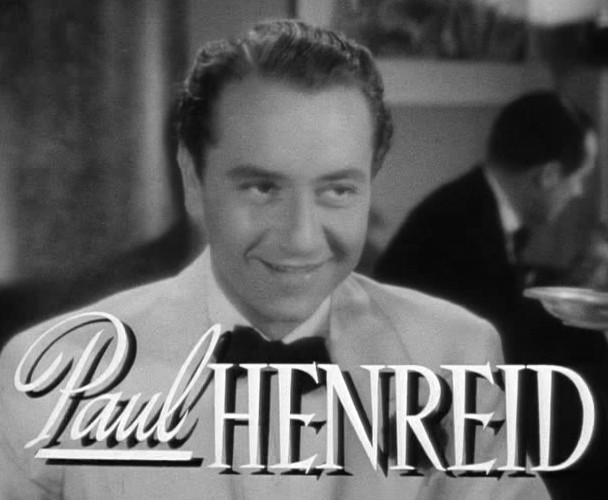
Escena del tráiler

Lejos del control de su madre, Charlotte florece y, a instancias de Lisa, la mujer transformada opta por tomar un largo crucero en lugar de irse a casa de inmediato. En el barco, conoce a Jeremiah Duvaux Durrance, un hombre casado que viaja con sus amigos Deb y Frank McIntyre. De ellos, Charlotte se entera de cómo la devoción de Jerry por su joven hija Christine («Tina») evita que se divorcie de su esposa, una mujer manipuladora y celosa que no ama a Tina y evita que Jerry se dedique a la carrera de arquitectura que eligió, a pesar de la satisfacción que obtiene de ello.
Charlotte y Jerry se hacen amigos, y en Río de Janeiro, los dos quedan varados en el Pan de Azúcar cuando su vehículo tiene un accidente.  Pasan cinco días juntos antes de que Charlotte vuele a Buenos Aires para reincorporarse al crucero. Aunque se han enamorado, deciden que lo mejor sería no volver a verse.

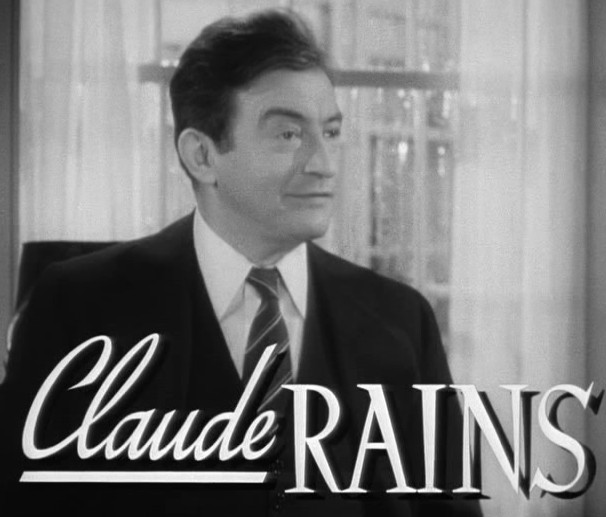
Escena del tráiler

La familia de Charlotte está atónita por los cambios dramáticos en su apariencia y comportamiento cuando llega a casa. Su madre está decidida a destruir a su hija una vez más, pero Charlotte está decidida a seguir siendo independiente. El recuerdo del amor y la devoción de Jerry le da la fuerza que necesita para mantenerse resuelta.
Charlotte se compromete con el viudo rico y bien conectado Elliot Livingston, pero después de un encuentro casual con Jerry, rompe su compromiso, por lo que se pelea con su madre. Durante la discusión, Charlotte dice que no pidió nacer, que su madre nunca la quiso y que «ha sido una calamidad para ambos lados». La señora Vale está tan sorprendida de que su hija, una vez débil, haya encontrado el coraje para responderle y sufre un ataque al corazón. Culpable y angustiada, Charlotte regresa al sanatorio.

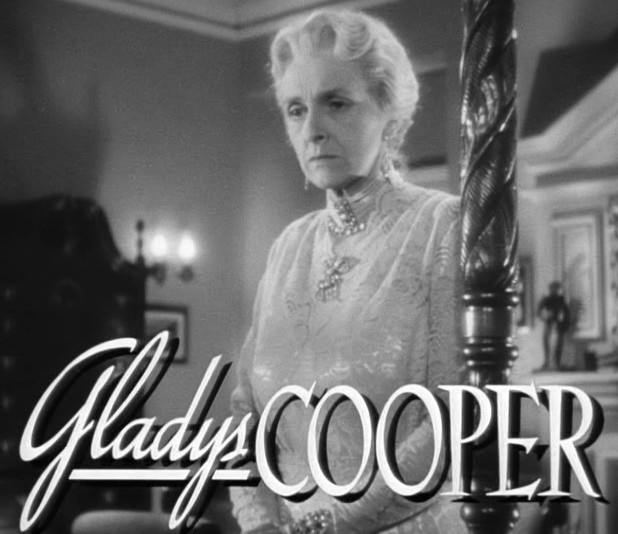
Escena del tráiler

Cuando llega al sanatorio, inmediatamente se desvía de sus propios problemas cuando conoce a Tina, la solitaria e infeliz hija de 12 años de Jerry, que ha sido enviada al señor Jaquith. Tina le recuerda mucho a Charlotte; ambas no eran deseadas ni amadas por sus madres. Sacudida por su depresión, Charlotte se interesa demasiado en el bienestar de Tina y, con el permiso del doctor Jaquith, la toma bajo su protección. Cuando la niña mejora, Charlotte la lleva a su casa en Boston.
Jerry y el doctor Jaquith visitan la casa de Vale, donde Jerry está encantado de ver el cambio en su hija. Su preocupación inicial por Charlotte, creyendo que ella está sacrificando su libertad, resulta equivocada. El doctor Jaquith ha permitido que Charlotte mantenga a Tina allí para que comprenda que su relación con Jerry seguirá siendo platónica. Ella le dice a Jerry que ve a Tina como un regalo para ella y su forma de estar cerca de él. Cuando Jerry le pregunta si es feliz, Charlotte encuentra mucho con que valorar en su vida, aunque no tenga todo lo que quiere: «Ay, Jerry, no pidamos la luna. Tenemos las estrellas.»

## Reparto
- Bette Davis como Charlotte Vale;

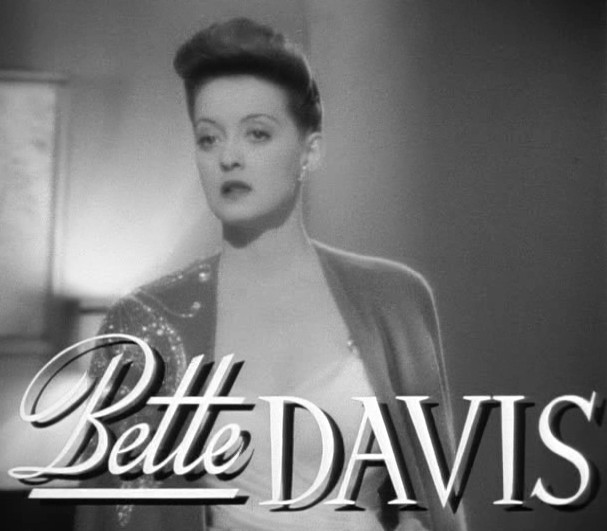
Escena del tráiler

- Paul Henreid como Jeremiah «Jerry» Duvaux Durrance;
- Claude Rains como el doctor Jaquith;
- Gladys Cooper como la señora Windle Vale;
- Bonita Granville como June Vale;
- John Loder como Elliot Livingston;
- Ilka Chase como Lisa Vale;
- Lee Patrick como «Deb» McIntyre;
- Franklin Pangborn como el señor Thompson;
- Katharine Alexander como la señorita Trask;
- James Rennie como Frank McIntyre;
- Mary Wickes como la enfermera Dora Pickford;
- Janis Wilson como Tina Durrance (sin acreditar).

## Producción
La filmación empezó del 7 de abril de 1942 y terminó el 23 de junio del mismo año, cuando el productor Hal B. Wallis hizo de La extraña pasajera su primera producción independiente en Warner Bros. bajo un nuevo acuerdo con el estudio, tomando un papel activo en la producción, incluidas las decisiones de casting. Las opciones iniciales para Charlotte fueron Irene Dunne, Norma Shearer y Ginger Rogers. Cuando Bette Davis se enteró del proyecto, hizo campaña y ganó el papel. Más que ninguna otra de sus películas anteriores, Davis quedó absorta en el papel, no solo leyendo la novela original, sino también involucrándose en detalles como la elección personal de su vestuario. Tras consultar con la diseñadora Orry-Kelly, sugirió un atuendo monótono, incluido un feo vestido de foulard para Charlotte inicialmente, para contrastar con las creaciones elegantes y «atemporales» que marcan su aparición posterior en el crucero.

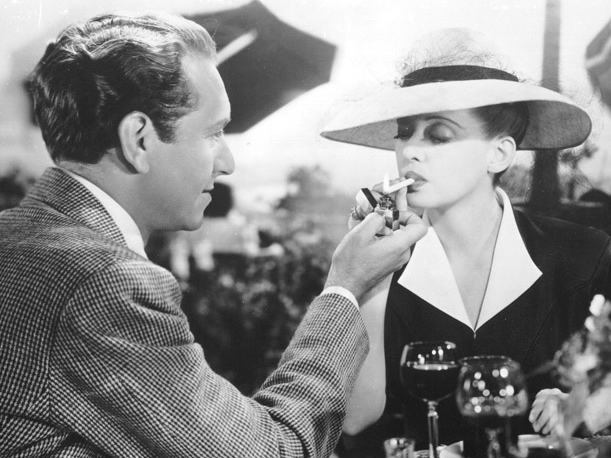
A lo largo de la película, Henreid usa la familiaridad de compartir un cigarrillo, como la famosa escena de dos cigarrillos, que se usa como su introducción a una mujer solitaria

La elección de los protagonistas masculinos de Davis también se volvió importante. Davis estaba horrorizada por las pruebas iniciales de vestuario y maquillaje del actor austriaco Paul Henreid; ella pensó que la apariencia de gigoló «peinado hacia atrás» lo hacía lucir «como Valentino». Henreid se sintió igualmente incómodo con la imagen de brillantina, y cuando Davis insistió en otra prueba de pantalla con un peinado más natural, finalmente fue aceptado como la elección de su amante de la pantalla. En sus memorias de 1987, This 'N That, Davis reveló que su coprotagonista Claude Rains (con quien también compartió pantalla en Juárez, El señor Skeffington y Engaño) era su coprotagonista favorito.
La producción inicial de la novela de Prouty tuvo que tener en cuenta que los escenarios europeos no serían posibles en medio de la Segunda Guerra Mundial, a pesar de la insistencia del novelista en utilizar Italia como escenario principal. Las peculiares demandas de Prouty de colores vibrantes y flashbacks filmados en blanco y negro con subtítulos fueron ignoradas de manera similar. La fotografía principal se trasladó al escenario de sonido 18 de Warner y varios lugares de California, incluido el Bosque Nacional de San Bernardino, mientras que las escenas europeas fueron reemplazadas por imágenes de archivo de Brasil. Una de las principales razones por las que Davis se interesó en el proyecto original fue que la fotografía también se llevaría a cabo en su ciudad natal de Boston. Otros lugares de filmación incluyen la Escuela de Medicina Harvard en Roxbury, Massachusetts, la Laguna Beach, Whitley Avenue y otras calles alrededor de Boston.

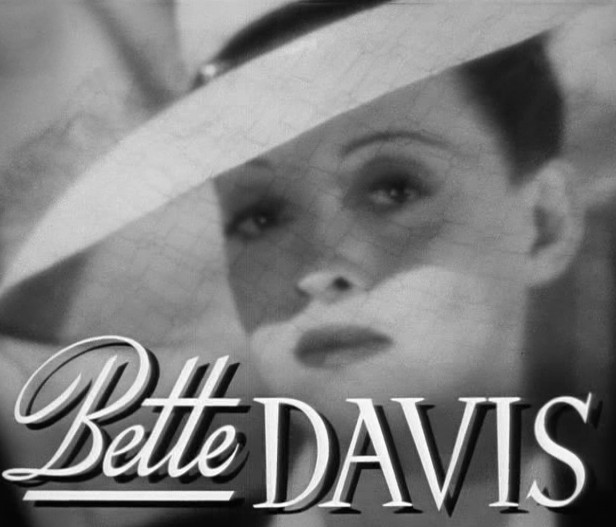
Escena del tráiler

La película destacó la capacidad de Davis para dar forma a sus futuras aventuras artísticas, ya que no solo tuvo un papel importante al influir en las decisiones sobre sus coprotagonistas, sino que también la elección del director se basó en la necesidad de tener una persona obediente al timón de la película. Davis había trabajado anteriormente con Irving Rapper en películas en las que se desempeñó como director de diálogos, pero su gratitud por su apoyo se convirtió en una comprensión a regañadientes de que Davis podía controlar la película. Aunque su enfoque fue conciliador, el ir y venir con Davis ralentizó la producción y «se iba a casa por las noches enojado y exhausto». Los diarios, sin embargo, mostraron a una Davis «sorprendentemente efectiva» en la cima de su forma.
Durante años, Davis y su coprotagonista Paul Henreid afirmaron que el momento en que Jerry pone dos cigarrillos en su boca, enciende ambos y luego le pasa uno a Charlotte, fue desarrollado por ellos durante los ensayos, inspirados en un hábito que Henreid compartía con su esposa, pero los borradores del guion de Casey Robinson archivados en la Universidad del Sur de California indican que el guionista lo incluyó en su guion original. La escena siguió siendo una marca registrada indeleble que Davis luego explotaría como «suya».

## Taquilla
Según los registros de Warner Bros., la película ganó $ 2 130 000 a nivel nacional y $ 2 047 000 en el extranjero.

## Recepción
Theodore Strauss, crítico del The New York Times, observó:

Casey Robinson ha creado un guion deliberado y profesional, que más de una vez llega a las emociones conflictivas. El director Irving Rapper lo ha proyectado con frecuente efectividad. Pero ya sea por la oficina de Hays o por su propia lógica espuria, [la película] complica infinitamente un tema esencialmente simple. A pesar de todas sus sutilezas emocionales, no logra resolver sus problemas con la veracidad que pretende. De hecho, un poco más de verdad habría acortado mucho la película [...] Aunque La extraña pasajera comienza valientemente, termina exactamente donde comenzó, y después de dos horas lacrimosas.

David Lardner del The New Yorker ofreció una opinión similar, escribiendo que durante la mayor parte de la película, Davis «simplemente sigue adelante con la trama, que es larga y un poco desproporcionada con respecto a su contenido intelectual.» Variety, sin embargo, escribió una crítica más positiva, llamándola:

el tipo de drama que mantiene el patrón de éxito de taquilla de Warner [...] Hal Wallis no ha escatimado dinero en esta producción. Tiene todas las características de dinero gastado sabiamente. La dirección de Irving Rapper ha hecho que la película avance rápidamente, y el elenco, hasta el actor más remoto, ha contribuido con representaciones de primer nivel.

Harrison's Reports calificó la película de «dirigida inteligentemente» y elogió la actuación de Davis como «sobresaliente», pero advirtió que la «acción de ritmo lento y su atmósfera no demasiado alegre de la película hacen que no sea un entretenimiento adecuado para las masas.»
Leslie Halliwell escribió en Halliwell's Film Guide: «Un guion básicamente empapado se las arregla, y cómo, a través de la magia romántica de sus estrellas, que estaban en su mejor momento; y el sufrimiento de Mink fue muy grande en tiempos de guerra.»

## Material de origen
La novela de Olive Higgins Prouty, escrita en 1941, sirvió de base para la película y, aparte de ciertas limitaciones impuestas por la Segunda Guerra Mundial sobre los lugares de rodaje, la película se mantiene bastante fiel a la novela.
Se considera que la novela es una de las primeras, si no la primera, en contener representaciones ficticias de la psicoterapia, que se muestra de manera bastante realista para la época, ya que la propia Prouty pasó un tiempo en un sanatorio después de un colapso mental en 1925. Esto fue causado por la muerte de una de sus hijas y resultó ser un período decisivo en su vida profesional como escritora, ya que la experiencia que obtuvo de este episodio la ayudó a escribir no solo Now, Voyager, sino también su novela Conflict de 1927, las cuales tienen similares temas de recuperación después de una decaída. Prouty también usó esta experiencia para ayudar a otras personas en su vida que estaban experimentando problemas de salud mental, incluida su amiga cercana Sylvia Plath, quien recibió el apoyo financiero y emocional de Prouty luego de un intento de suicidio en 1953.
La novela es la tercera de una pentalogía centrada en la familia ficticia Vale y, con mucho, la más popular. Los otros títulos incluyen The White Fawn (1931), Lisa Vale (1938), Home Port (1947) y Fabia (1951). Otras novelas de la serie no presentan la salud mental de manera tan central como en Now, Voyager, pero aparecen temas y ciertos elementos en todas partes, así como muchos personajes que aparecen en múltiples novelas.

## Premios y nominaciones
Premios Óscar
| Premio                                                 | Nominación    | Resultado |
| ------------------------------------------------------ | ------------- | --------- |
| Mejor actriz                                           | Bette Davis   | Nominada  |
| Mejor actriz de reparto                                | Gladys Cooper | Nominada  |
| Mejor banda sonora de una película dramática o comedia | Max Steiner   | Ganador   |